# Cititorul (film)
Cititorul (titlu originar în engleză The Reader) este un film dramă din anul 2008, scris de David Hare și regizat de Stephen Daldry, adaptată după romanul Cititorul (1995) al lui Bernhard Schlink. În rolurile principale apar actorii Kate Winslet, Ralph Fiennes, Bruno Ganz, David Kross.
Pelicula are la bază povestea unei aventuri dintre un adolescent și o femeie mai în vârstă. Atunci când adolescentul de 15 ani Michael Berg (Ralph Fiennes) se îmbolnăvește de scarlatină și se prăbușește pe stradă, este salvat și condus până acasă de către Hanna Schmitz (Kate Winslet), o femeie misterioasă de două ori mai în vârstă decât el. După ce intră în convalescență, tânărul o caută pe străină ca să îi mulțumească pentru ajutorul acordat și între cei doi începe o aventură amoroasă pasională și intensă, care se termină brusc în momentul în care Hanna dispare fără nicio explicație din viața lui Michael.
Pentru performanța prestată în acest film, Kate Winslet a câștigat premiile Oscar, Globul de Aur, BAFTA și Premiul Sindicatului Actorilor la categoria „Cea mai bună actriță în rol principal”.

## Rezumat
În Germania anilor 50, mai exact în anul 1958, trezindu-se și refăcându-se după război, Michael Berg este un adolescent pe care șansa îl întâlnește cu Hanna Schmitz, o femeie cu douăzeci de ani mai în vârstă decât el, cei doi trăind una dintre acele legături interzise care se întâmplă însă in viața reala. O legătură exclusiv sexuală la început, pentru el o inițiere, pentru ea o regăsire poate a tinereții si o spargere a zidului de singurătate in care pare să trăiască. Hanna îi cere lui Michael sa-i citească din cărțile sale de scoală și aceasta dimensiune pare să înceapă sa domine relația. Ghicim ca Hanna nu știe de fapt să citească, presupunere confirmată atunci când fiind promovată din postul de controloare de bilete pe tramvaie la munca în birou este nevoită să renunțe la lucru și dispare din viața adolescentului.
Opt ani mai târziu, în Germania de după cel de-al Doilea Război Mondial, Michael Berg - devenit student la drept și urmărind cu interes procesele naziștilor acuzați de crime de război - o reîntâlnește în împrejurări extrem de diferite pe fosta lui iubită, care i-a frânt inima și l-a părăsit într-o stare de confuzie totală. Acum Hanna Schmitz este judecată pentru o crimă hidoasă și, întrucât refuză să se apere la proces, Michael începe să suspecteze faptul că femeia pe care a iubit-o cu aproximativ o decadă în urmă ascunde un secret pe care îl consideră mai rușinos chiar și decât crima.
Aici urmează partea colosal de frumoasă a poveștii de dragoste. Ea este în închisoare, el in afara incapabil să-si realizeze viața, amândoi bântuiți de spectrul lipsei de putere în a lua decizia bună din punctul de vedere al moralei individuale dar contrară convențiilor sociale ale lumilor în care trăiseră. Nu se vor mai întâlni decât odată, aproape de data planificata a eliberării ei. Până atunci însă, el iî va înregistra și trimite lecturile cărților lor preferate, iar ea va începe să învețe să scrie și să citească pentru a-și învinge handicapul de o viață. Pentru lumea exterioară această legătură pare tot o înfrângere, pentru cei doi o expresie de dragoste care transcende timpul și vârsta. Partea fizica a relației se terminase de mult, cea spirituală continua și se întețește. Până într-atât încât la apropierea datei eliberării Hanna realizează că o legătură reală nu își are rostul într-un trup îmbătrânit și într-o lume care nu mai este cea pe care o părăsise cu decenii în urmă.

## Distribuție
- Kate Winslet - Hanna Schmitz
- Ralph Fiennes - Michael Berg
- David Kross - Michael Berg în tinerețe
- Bruno Ganz - Rohl
- Alexandra Maria Lara - Ilana Mather
- Lena Olin - Rose Mather
- Vijessna Ferkic - Sophie
- Karoline Herfurth - Marthe
- Hannah Herzsprung - Julia

## Premii și nominalizări
Premiile Oscar, ediția 81 (22 Februarie 2009)
- Nominalizare la Premiul Oscar pentru cel mai bun film
- Nominalizare la Premiul Oscar pentru cel mai bun regizor - Stephen Daldry
- Premiul Oscar pentru cel mai bună actriță în rol principal - Kate Winslet
- Nominalizare la Premiul Oscar pentru cel mai bun scenariu adaptat
- Nominalizare la Premiul Oscar pentru cel mai bună imagine

Premiile Globul de Aur, ediția 66 (11 Ianuarie 2009)
- Nominalizare la Premiul Globul de Aur pentru cel mai bun film (dramă)
- Premiul Globul de Aur pentru cel mai bună actriță - Kate Winslet
- Nominalizare la Premiul Globul de Aur pentru cel mai bun scenariu
- Nominalizare la Premiul Globul de Aur pentru cel mai bun regizor - Stephen Daldry

Premiile BAFTA, ediția 62 (8 Februarie 2009)
- Nominalizare la Premiul BAFTA pentru cel mai bun film
- Premiul BAFTA pentru cel mai bună actriță în rol principal - Kate Winslet
- Nominalizare la Premiul BAFTA pentru cel mai bună imagine
- Nominalizare la Premiul BAFTA pentru cel mai bună regie - Stephen Daldry
- Nominalizare la Premiul BAFTA pentru cel mai bun scenariu

## Producție
- Stephen Daldry - regizor
- Sydney Pollack - producător
- Anthony Minghella - producător
- Chris Menges - imagine
- Roger Deakins - imagine
- Henning Molfenter - coproducător
- Ann Roth - costume
- Claire Simpson - montaj
- Redmond Morris - producător executiv
- Alberto Iglesias - coloană sonoră
- David Hare - scenarist